# Johan Kraftman
Johan Kraftman, född 14 februari 1713 i Borgå, död 19 augusti 1791 på Koivisto, Ulvsby, var en finländsk ekonomisk skriftställare.
Kraftman studerade i Åbo och Uppsala, promoverades 1741 i Åbo till filosofie magister, utnämndes 1746 till docent i ekonomi, blev rektor i Björneborgs skola 1748 och var 1755–1758 extra ordinarie professor i matematik vid Kungliga Akademien i Åbo. Han var därefter verksam som lantbrukare.
Bland Kraftmans många ekonomiska skrifter kan nämnas Utdrag af academiska föreläsningar till landthushållningen (1747), Tankar om hushållningens upphjelpande i Carelen (1756), Tankar om den vanmagt, uti hvilken finska landtman sig befinner (1761), Tankar om svedjande (1765), Tankar öfver spannemåls- och penningebristen (1786) samt Tankar om kringstrykande tiggare (1787). Kraftmans ekonomiska vyer var föga omfattande: tvång var enligt hans mening välmågans bästa befordrare. Han invaldes 1778 som ledamot av Vetenskapsakademien i Stockholm.